# Conchi Amancio
Concepción Sánchez Freire (Madrid, 28 de septiembre de 1957), conocida como Conchi Amancio, es una exfutbolista española, que fue una de las pioneras del fútbol femenino español.
Fue la primera capitana de la Selección femenina de fútbol de España en 1971. Cuando tenía solo 14 años , y en el 1973, fichó por el Gamma 3 de Padua (Italia) lo que la convierte en la futbolista más joven de la historia del futbol  femenino y/ o masculino, en jugar en una primera división en el extranjero. En la liga italiana ganó varias ligas y copas jugando en diferentes clubes. En 1997, su último año como profesional, fue jugadora del Arsenal donde acabó su carrera deportiva. Llegó a marcar casi 600 goles. A los 40 años colgó las botas en el fútbol profesional. En 2010 creó una escuela de fútbol femenino, el 'Filton College' de Bristol (Inglaterra).

## Biografía
Nació en una familia de clase de Madrid y con cinco años ya jugaba al fútbol, con chicos, porque no había niñas que practicaran este deporte. Su padre, seguidor del Real Madrid, le compró sus primeras botas de fútbol. Tenía 13 años y estaba a punto de jugar el primer partido de fútbol femenino con público que se disputó en España, también su primer partido oficial, celebrado el 8 de diciembre de 1970 entre el Mercacredit y el Sizam. Fue en Villaverde y a él asistieron más de 8000 personas. El Sizam ganó el partido por 5 a 1, goles de Conchi. Fue entonces cuando el diario Marca la bautizó como Conchi Amancio. En 1971 la selección española disputó su primer partido pero en aquel momento no estaba reconocida ni por la Federación Española de Fútbol, ni por la UEFA, ni por la FIFA. Con el 9 a la espalda, Conchi lideró el equipo. En España jugó menos de tres años y marcó más de 300 goles.La fama de goleadora de Conchi traspasó fronteras y recibió la propuesta de fichar por la liga italiana a los 15 años. Fue la primera mujer en jugar fuera de España de manera profesional y la cuarta futbolista en hacerlo tras Luis Suárez, Luis del Sol y Joaquín Peiró.
Pasó de cobrar 400 pesetas al mes en España a cobrar 75.000 por la ficha de todo el año. En España trabajaba como aprendiz de peluquera cuando recibió la oferta italiana.  Su primer equipo italiano fue el Gamma 3 de Padua.
Nunca llegó a jugar oficialmente con la Selección femenina de fútbol de España. Sólo una vez tras un reportaje sobre ella en TVE y la llamaron para participar en un partido contra Italia que finalmente no pudo celebrar por una lesión de rotura de ligamentos cruzados en la rodilla.
Cuando se recuperó jugó con el Arsenal un año, ganó un campeonato y acabó su carrera de futbolista. Su último partido como profesional fue un Liverpool-Arsenal en Anfield, donde marcó el gol del triunfo. Colgó las botas a los 40 años. En su carrera, Conchi ganó 8 Scudettos, 7 Copas Italianas, 1 Campeonato de Primera división de Fútbol Sala en Italia con la Roma 3 z y fue la Máxima goleadora con 50 goles.
En Inglaterra acabó los estudios de Terapias Holísticas y Nutrición y en el 2010 abrió una escuela de fútbol femenino, el Filton College de Bristol.

## Palmarés
- 7 Campeonatos Italianos Serie A

- 8 Copas de Italia Serie A

- 1 Campeonato Italiano de Fútbol Sala

- Máxima goleadora de la Primera Selección Española de Fútbol y Capitana con solo 15 años.

- Primera Futbolista Española profesional

- 300 goles marcados en España antes de su fichaje en el extranjero.

- Una de las mejores futbolistas del Mundo de todos los tiempos.